# بول ماكدونالد
بول ماكدونالد (Paul MacDonald) هو لاعب أولمبي لرياضة كانو-كاياك من نيوزيلندا. شارك في الأولمبياد الصيفي في 1984–1988، وفاز بما مجموعه 5 ميداليات.

## الميداليات
| ذهب | فضة | برونز | المجموع |
| 3   | 1   | 1     | 5       |

## روابط خارجية
- بول ماكدونالد على موقع اللجنة الأولمبية الدولية (الإنجليزية)
- بول ماكدونالد على موقع أوليمبيديا (الإنجليزية)
- بول ماكدونالد على موقع اللجنة الأولمبية النيوزيلندية (الإنجليزية)
- بول ماكدونالد على موقع قاعة نيوزيلندا للمشاهير الرياضية (الإنجليزية)